# Coghlan
Coghlan es uno de los 48 barrios de la ciudad de Buenos Aires. Debe su nombre al ingeniero irlandés John Coghlan. Está delimitado por las vías del ferrocarril Mitre (ramal Mitre), Núñez, Zapiola, Franklin D. Roosevelt, Avenida Ricardo Balbín, avenida Monroe, vías del ferrocarril Mitre (ramal José León Suárez), Estomba, Franklin D. Roosevelt, Tronador, Avenida Congreso, San Francisco de Asís, Quesada hasta su intersección con vías del ferrocarril Mitre (ramal Mitre). Limita con los barrios de Saavedra al norte, Núñez al este, Belgrano al sudeste, y Villa Urquiza al oeste. Está ubicado en la Comuna 12.
Tiene una superficie aproximada de 1,28 km² (segundo barrio más pequeño de la ciudad de Buenos Aires) y cuenta con 18 021 habitantes según el censo de 2001. La densidad poblacional es de 14 078,9 habitantes/km².

## Historia de Coghlan

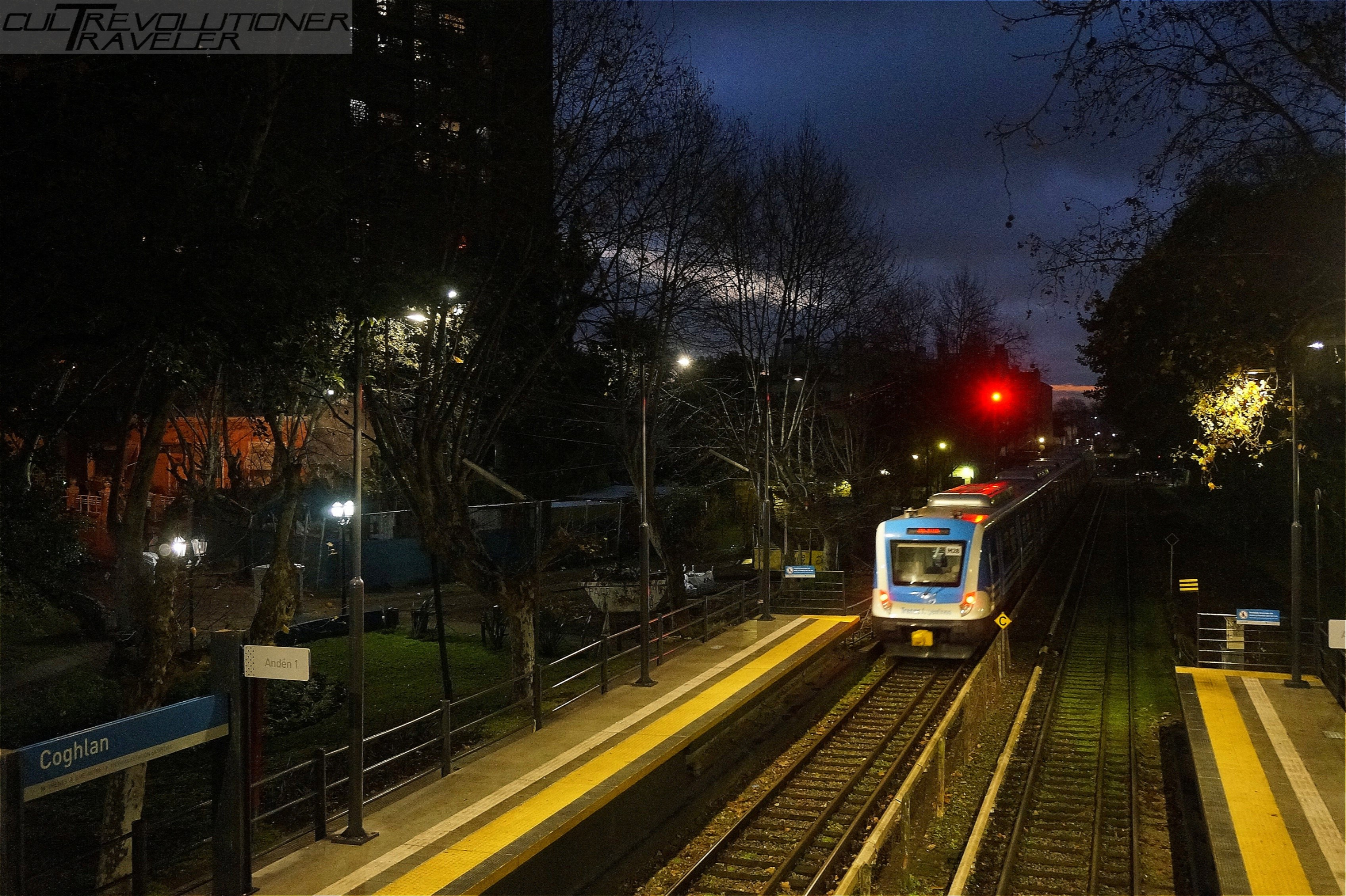
Vista actual de la estación Coghlan.

En octubre de 1887 el presidente Miguel Juárez Celman le otorgó a Emilio Nouguier (esposo de Pepa Casares Martínez de Hoz) la concesión de un ramal ferroviario a construir entre la estación Belgrano y el pueblo de Las Conchas, hoy en día Tigre. Para materializar la empresa, Emilio Nouguier conformó la “Compañía Nacional de Ferrocarriles Pobladores” que, como primera medida, compró tierras en los lugares donde se construirían las estaciones del nuevo ramal.
En 1888 la Compañía adquiere 30 ha en lo que por entonces era el barrio de Belgrano. En esos terrenos surgirá, años después, el barrio de Coghlan. En abril de 1889 se inician las obras que, hacia fines de ese año, quedan paralizadas por cuanto el directorio de la Compañía aduce dificultades para obtener créditos.
Como consecuencia de estos inconvenientes “... se decide vender la concesión al Ferrocarril Buenos Aires y Rosario. Concretada ésta se comienza (...) a transferir las tierras por donde pasaría el ramal, conservando el sindicato para sí los predios linderos a las estaciones a construirse. (...) La concesión del ramal, que se había otorgado sin garantía del Estado, entre los artículos del contrato expresaba: Art. 50: La línea tendrá la misma trocha que la del Ferrocarril de Buenos Aires y Rosario. Art. 60: Los rieles serán de acero del peso de 32 kg por metro lineal, y en un todo idénticos a la línea del Ferrocarril de Buenos Aires y Rosario. Por cuanto antecede, resulta fácil entender que la intención de la Compañía Nacional de los Ferrocarriles Pobladores no era la de construir el ramal, sino la de concretar un excelente negocio inmobiliario. No obstante se debe rescatar que, como derivación de su accionar comercial, surgieron nuevos centros de población: Coghlan y tangencialmente Saavedra Oeste en la Capital Federal y Florida y Bartolomé Mitre en él, por entonces, partido de San Isidro.” (Coghlan. Una estación, un barrio” (Alfredo Noceti – Emilio Bence. Instituto Histórico de la Cdad. de Bs. As.. Ed. 2000. Pág. 17).
El Ferrocarril de Buenos Aires y Rosario concreta las obras y, el primero de febrero de 1891 se inauguró la estación Coghlan.
La estación y el barrio deben su nombre a la memoria del ingeniero irlandés John Coghlan.
Una vez inaugurada la estación Coghlan (cuando esto ocurrió residían en el lugar sólo dos vecinos: Tomás Lambruschini y José Sanguinetti, dueños de extensas quintas de verduras ubicadas sobre las actuales Congreso, las vías, Washington y Tamborini) la Compañía Nacional de los Ferrocarriles Pobladores se dedicó a lo único que realmente le importaba: el loteo de las tierras que habían permanecido en su poder y el negocio que derivaba de ello.
El primer remate se hace apenas un mes después de la apertura de la estación, el 8 de marzo de 1891. Las cinco primeras escrituras en el futuro barrio son para Simón Casaubón; Francisco Vidal; Ramón Antelo; José Antelo y Pablo Brousson. Ellos, juntamente con Lambruschini y Sanguinetti, son los pioneros de Coghlan.
En 1893, el intendente Federico Pinedo, dispuso mediante un decreto la construcción de un hospital, en la entonces parroquia de Belgrano. Una numerosa comisión, encargada de concretar el proyecto, lo culminó el 26 de agosto de 1894 y el presidente Luis Sáenz Peña y su esposa, fueron padrinos en la ceremonia de la colocación de la piedra fundamental de las obras. Cuando la construcción del nuevo hospital, se encontraba bastante adelantada, falleció el eminente médico Dr. Ignacio Pirovano, resolviendo la Comisión ejecutora, bautizar con su nombre al nuevo nosocomio. Finalizada gran parte de las obras, el 24 de julio de 1896 se inauguró oficialmente el "Hospital Pirovano", siendo su primer director el Dr. Arturo Billinghurst. 
En 1926 se amplió el hospital, al que se le agregó nuevas instalaciones para cubrir servicios en las siguientes especialidades: urología, proctología, anatomía patológica, laboratorio y además una nueva cocina. Desde entonces, en Av. Monroe 3555, la importante acción hospitalaria, se proyecta no solo a Coghlan sino también a los barrios vecinos.
El censo nacional de 1895 mostró que en Coghlan vivían 267 personas en 55 casas construidas alrededor de la estación. El crecimiento del barrio se debió a la radicación de importantes contingentes de inmigrantes, con una preeminencia de vascos franceses y no de ingleses como se suele imaginar.
Ordenanzas Municipales de 1968 y 1972 elevaron oficialmente a Coghlan a la categoría de barrio metropolitano.
En 2010, en el contexto del programa "Pasión por Buenos Aires", la obra Estación Coghlan, de la arquitecta Aniko Szabó -destacada mujer del arte y la cultura- fue elegida como emblema de Coghlan. Esta obra "presenta notas de originalidad y calidad artística y logra transmitirnos sensaciones de nostalgia de esa Buenos Aires que no queremos olvidar."

## Puntos de interés
Destacables áreas de interés:

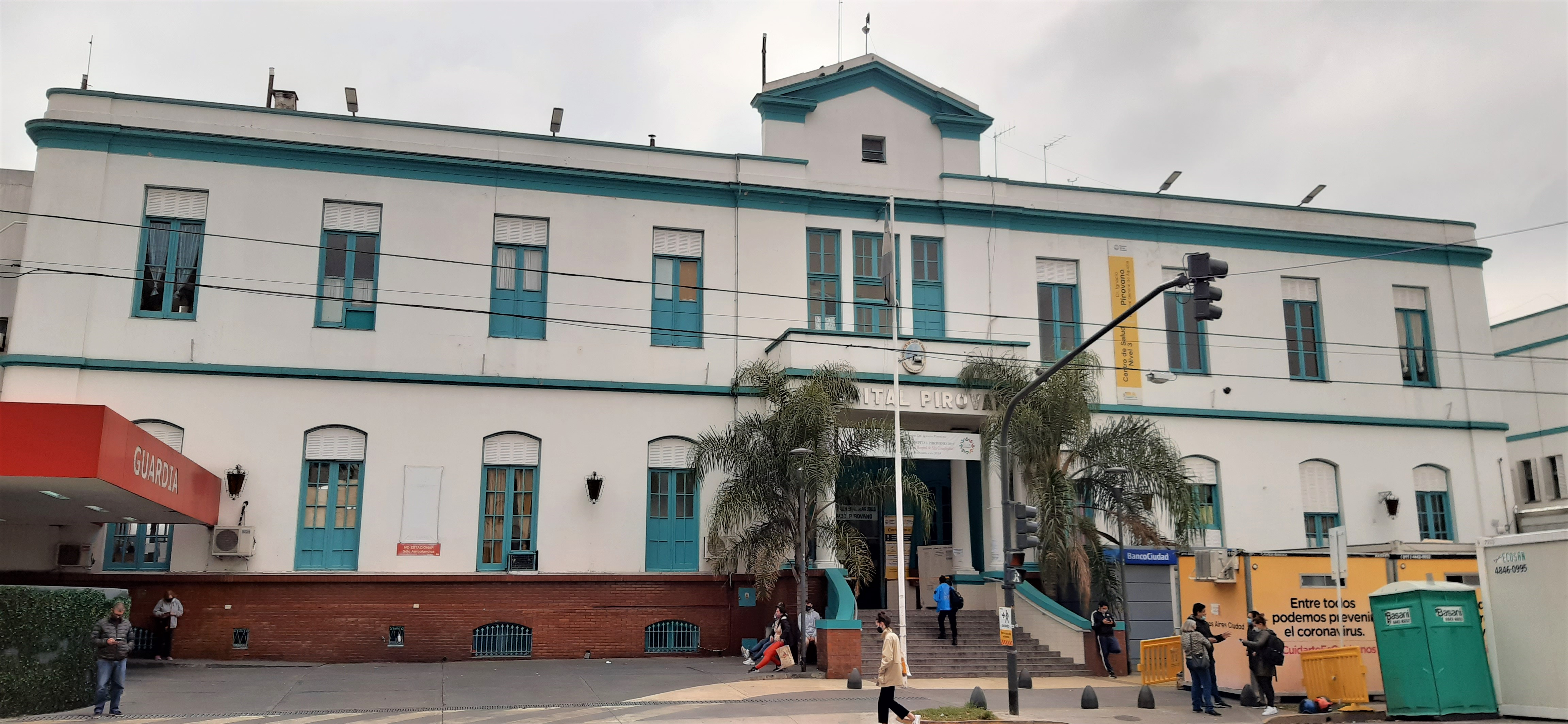
Hospital Pirovano in Buenos Aires, Argentina

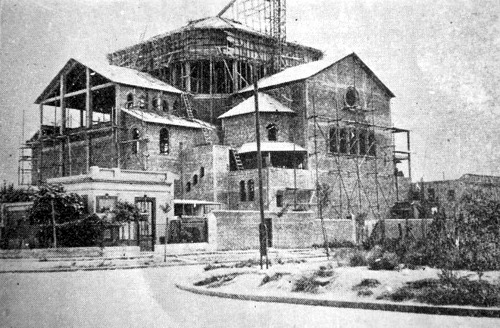
La iglesia de Santa María de los Ángeles

- Hospital de Agudos Ignacio Pirovano es un centro de salud y acción comunitaria. El nombre del hospital homenajea al Dr. Ignacio Pirovano, quien fue un destacado cirujano argentino.
- Parroquia Santa María de los Ángeles fundada por dos Padres capuchinos en una residencia privada en la calle Congreso 3742. Luego, se trasladaron temporalmente al número 2790 y, más tarde, construyeron una pequeña capilla. En 1936, comenzó la planificación de la iglesia actual, inspirada en la de Lourdes. En 1937, se celebró la primera Misa. El Padre Filomeno lideró la construcción hasta su fallecimiento en 1940. El convento también se construyó, con una donación generosa del Pbro. Juan Emmanuele. En 1946, se agregó un camarín y se colocaron campanas. En 1950, se renovó la antigua capilla y se convirtió en un salón de actos bajo el liderazgo del R.P. Alfonso de Concordia y el R.P. Antonio de Monterroso.
- Centro Ana Frank Argentina, el único museo del barrio es el Museo Ana Frank ubicado en Superí 2647, es una réplica del ambiente en que vivió escondida la joven judía con su familia en Ámsterdam ante la persecución nazi. En la casa funciona el sistema Free2Choose: los visitantes deberán pulsar botones ante dilemas éticos, para discernir, en casos prácticos, entre valores como libertad de expresión y apología del delito.
- Torres Monroe, complejo habitacional de tres torres ubicado en la manzana limitada por las calles Monroe, Washington, Roosevelt y Melián
- "Ventileta" de Obras Sanitarias: torre de ventilación de gran altura, construida íntegramente de ladrillo, e instalada en terreno perteneciente a la ex empresa Obras Sanitarias de la Nación, ubicada en la calle Washington, entre Congreso y Quesada
- Estación de ferrocarril Coghlan, típico ejemplo de arquitectura ferroviaria inglesa, construida a fines del siglo XIX, que incluye en su trazado una bomba de aprovisionamiento de agua para máquinas a vapor y calcomanías de ABTE diseñadas por el artista Patricio Larrambebere.
- "Villa Roccatagliata", edificación para vivienda de grandes dimensiones, de estilo italianizante, construida en los primeros años del siglo XX, ubicada en la esquina de avenida Balbín y F.D. Roosevelt.
- Plaza aledaña a la estación Coghlan, a ambos lados de esta, de trazado irregular, que incluye un mástil y juegos infantiles.
- Varias casas de diseño inglés o francés, que conservan su línea original, sobre las calles aledañas a la estación (P.I. Rivera, Tronador, Melián, etc.), muchas de ellas debidas al diseño de los ingenieros Rougés y Borel.
- Club Tábano, donde Goyeneche inició su carrera artística, con la orquesta Celestino, compuesta por unos músicos de la calle Quesada. Ubicado en la calle Dr. Rómulo Naón entre Quesada e Ibera.